# Mohammad-Reza Aref
Pour les articles homonymes, voir Aref.
Mohammad-Reza Aref , né le 19 décembre 1951 à Yazd, est un scientifique et homme politique iranien. De tendance réformiste, il est premier vice-président de la république islamique d'Iran de 2001 à 2005 et à nouveau depuis 2024.

## Biographie
Au début des années 1970, il commence des études à l'université de Téhéran. Arrêté et interrogé par le Savak (« le service secret du chah »), soupçonné d'être un dissident, il part pour les États-Unis en 1975, et étudie l'électrotechnique à l'Université Stanford,. De retour dans son pays après la Révolution iranienne de 1979 qui instaure une république islamique, il entame une carrière de scientifique et d'universitaire, devenant finalement professeur d'électronique à la prestigieuse Université de technologie de Sharif,. Il mène également une carrière politique, vice-ministre des télécommunications peu après la révolution, puis premier vice-président de la république sous Mohammad Khatami de 2001 à 2005.
« Réformateur au profil bas », il est jugé suffisamment conservateur et loyal envers le Guide suprême l'Ayatollah Ali Khamenei pour que le Conseil des gardiens de la Constitution l'autorise à se présenter à l'élection présidentielle de juin 2013. Parmi les huit candidats autorisés, il est le seul à être considéré plutôt réformateur, et n'est pas perçu comme l'un des principaux candidats. Pour Azedeh Khian-Thiébaut, spécialiste de l’Iran (université Paris VIII), sa candidature a été permise « pour faire de la figuration, pour donner l’illusion que les candidats ne sont pas tous issus du même rang ». Peu connu, n'ayant « aucun charisme », il ne serait pas apte à mobiliser les électeurs réformateurs. Il est le candidat du Front de participation à l'Iran islamique. Cependant, quatre jours avant le premier tour de l'élection présidentielle, il retire sa candidature à la demande de Mohammad Khatami, afin de ne pas diviser le camp des modérés.
En 2021, il se déclare à nouveau candidat à l'élection présidentielle, mais sa candidature est rejetée par le Conseil des Gardiens,.
Il redevient premier vice-président de la république islamique d'Iran le 28 juillet 2024 après la mort accidentelle du président conservateur Ebrahim Raïssi et l'élection du réformiste Massoud Pezechkian.